# Нижній Кисляй
Нижній Кисляй (рос. Нижний Кисляй) — робітниче селище у Бутурлинівському районі Воронезької області Російської Федерації.
Населення становить 3340 осіб. Входить до складу муніципального утворення Нижньокисляйське міське поселення.

## Історія
Населений пункт розташований у межах українського історико-культурного регіону Східної Слобожанщини. До Перших визвольних змагань належав до Воронезької губернії. У 1918 році село було прикордонним пунктом української держави. 
Від 1928 року належить до Бутурлинівського району, спочатку в складі Центрально-Чорноземної області, а від 1934 року — Воронезької області.
Згідно із законом від 15 жовтня 2004 року входить до складу муніципального утворення Нижньокисляйське міське поселення.

## Населення
| 1959  | 1970  | 1979  | 1989  | 2002  | 2009  | 2010  |
| ----- | ----- | ----- | ----- | ----- | ----- | ----- |
| 7430  | ↘5512 | ↘4909 | ↘4469 | ↘4456 | ↘4200 | ↘3967 |
| 2012  | 2013  | 2014  | 2015  | 2016  | 2017  | 2018  |
| ↘3858 | ↘3792 | ↘3651 | ↘3576 | ↘3474 | ↘3410 | ↘3340 |